# カルドアーキオール
カルドアーキオール（caldarchaeol、カルダルカエオール）は、超好熱古細菌で見られる細胞膜貫通脂質である。疎水性の鎖が互いに連結しているため、カルドアーキオールでできた細胞膜はより安定であり、微生物は高熱に耐えられる。ジビフィタニルジグリセロールテトラエーテル(dibiphytanyldiglycerol tetraether)としても知られる。2つのフィタンが連結した32炭素原子長の鎖2本で2つのグリセロールを連結した構造を持つ。
環状テトラエーテルの配置は、C-40ジオールの全合成と天然テトラエーテルの分解により得られたサンプルとの比較により決定されてきた。テトラエーテルの合成は既に達成されている。

## 関連文献
- Focus of research, University of Occupational and Environmental Health, Kitakyushu, Japan
- Langworthy TA, Biochim Biophys Acta 1977, 487, 37
- Monolayer properties of archaeol and caldarchaeol polar lipids of a methanogenic archaebacterium, Methanospirillum hungatei, at the air/water interface. Tomoaia-Cotisel M, Chifu E, Zsako J, Mocanu A, Quinn PJ, Kates M. Chem Phys Lipids. 1992 Nov;63(1-2):131-8
- Ether polar lipids of methanogenic bacteria: structures, comparative aspects, and biosyntheses.  Koga Y, Nishihara M, Morii H, Akagawa-Matsushita M. Microbiol Rev. 1993 Mar;57(1):164-82.